# José Luis Ballester Tuliesa
José Luis Ballester Tuliesa (Vinaròs, 17 augustus 1968) is een Spaans zeiler en voormalig politicus. Als zeiler was hij gespecialiseerd in de tornado-klasse, waarin hij gezamenlijk met Fernando León Boissier uitkwam. In deze klasse heeft hij eenmaal olympisch goud weten te behalen, op de Olympische Spelen van 1996. Daarnaast was hij wereldkampioen in dezelfde klasse in 1994.
In 2009 wordt hij in verband gebracht met de zaak-Palma Arena, een corruptieschandaal omtrent de bouw van een wielerbaan in Palma de Mallorca waarin hem valsheid in geschrifte wordt verweten. In dat onderzoek is zijn bijnaam Pepote, wat ook zijn bijnaam was in het regiobestuur ten tijde van de feiten. Anno 2013 is hij nog steeds in afwachting van zijn proces.

## Palmares
- 1994: , WK Båstad
- 1995: , WK Kingston
- 1996: , WK Brisbane
- 1996: , Olympische Spelen Atlanta
- 1997: , WK Hamilton
- 1998: , WK Buzios